# Ryszard Siciński
Ryszard Stanisław Siciński (ur. 15 lipca 1927 w Warszawie, zm. 12 grudnia 2013 tamże) – polski adwokat, obrońca w procesach politycznych okresu PRL-u, działacz samorządu adwokackiego i redaktor prasy prawniczej, działacz kombatancki, m.in. członek Zarządu Głównego Stowarzyszenia Żołnierzy AK, wolnomularz – wielki mistrz Wielkiej Loży Narodowej Polski (2003–2006), następnie honorowy wielki mistrz.

## Życie i działalność
Syn Antoniego i Stanisławy. W czasie II wojny światowej działał w konspiracji, był uczestnikiem powstania warszawskiego w składzie plutonu 681, VI Obwodu Praga AK, 3. zgrupowania na Grochowie, a następnie członkiem oddziałów operujących w Legionowie i Puszczy Kampinoskiej. W powstaniu warszawskim brał także udział jego brat, późniejszy profesor socjologii i polityk Andrzej Siciński oraz poległa w powstaniu siostra, sanitariuszka Janina Sicińska. Po zakończeniu działań wojennych kontynuował edukację w Państwowym Gimnazjum i Liceum im. Stefana Batorego (matura 1946).
Od 1957 był adwokatem. W latach 1968–1970 był członkiem kolegium redakcyjnego „Palestry”, a do 1973 „Gazety Prawniczej”. Jako działacz samorządu adwokackiego był między innymi przewodniczącym Koła Seniorów przy Okręgowej Radzie Adwokackiej w Warszawie od 1999, a także wiceprezesem Wyższego Sądu Dyscyplinarnego w latach 1995–2001.
Znany był między innymi jako obrońca pracowników naukowych i studentów Uniwersytetu Warszawskiego w czasie stanu wojennego oraz jako członek Prymasowskiego Komitetu Pomocy Osobom Pozbawionym Wolności i ich Rodzinom przy kościele św. Marcina w Warszawie.

## Wybrane odznaczenia
- Złoty Krzyż Zasługi
- Medal Pamiątkowy z okazji 30-lecia powstania NSZZ „Solidarność”
- Odznaka „Adwokatura Zasłużonym”